# Stenagostus rhombeus
Stenagostus rhombeus is een keversoort uit de familie kniptorren (Elateridae). De wetenschappelijke naam van de soort is voor het eerst geldig gepubliceerd in 1808 door Olivier.